# Bahnstrecke Racibórz–Opava
| Streckennummer: | Racibórz Studzienna–Staatsgrenze: 193 |                                                         |                                                         |
| Kursbuchstrecke (SŽ): | 317                                   |                                                         |                                                         |
| Kursbuchstrecke (PKP): | -                                     |                                                         |                                                         |
| Streckenlänge: | 29,495 km                             |                                                         |                                                         |
| Spurweite: | 1435 mm (Normalspur)                  |                                                         |                                                         |
| Streckenklasse: | C3                                    |                                                         |                                                         |
| Streckengeschwindigkeit: | 50 km/h                               |                                                         |                                                         |
| |                                       |                                                         |                                                         |
| \| \| \| von Racibórz \| \| \| \| 0,000 \| Racibórz Studzienna früher Studzienna \| Racibórz Studzienna früher Studzienna \| \| \| \| nach Krnov \| \| \| \| 3,111 \| Wojnowice früher Woinowitz \| Wojnowice früher Woinowitz \| \| \| \| Psina \| \| \| \| 6,299 \| Krzanowice früher Kranowitz \| Krzanowice früher Kranowitz \| \| \| \| Biała Woda \| \| \| \| 8,337 \| Krzanowice Południowe früher Kranowitz Süd \| Krzanowice Południowe früher Kranowitz Süd \| \| \| 10,590 \| Staatsgrenze Polen–Tschechien (seit 1920) \| Staatsgrenze Polen–Tschechien (seit 1920) \| \| \| 11,322 \| \| \| \| \| 11,525 \| Chuchelná früher Kucheln \| Chuchelná früher Kucheln \| \| \| 15,695 \| Bolatice früher Bolatitz \| Bolatice früher Bolatitz \| \| \| 18,830 \| Štěpánkovice früher Schepankowitz \| Štěpánkovice früher Schepankowitz \| \| \| \| von Petřkovice \| \| \| \| \| vlečka Gypstrend \| \| \| \| 21,483 \| Kravaře ve Slezsku früher Deutsch Krawarn \| Kravaře ve Slezsku früher Deutsch Krawarn \| \| \| 24,450 \| Velké Hoštice früher Groß Hoschütz \| Velké Hoštice früher Groß Hoschütz \| \| \| 26,428 \| Malé Hoštice \| Malé Hoštice \| \| \| 26,78 \| Opava (Landesgrenze Preußen–Österr. Schlesien bis 1920) \| Opava (Landesgrenze Preußen–Österr. Schlesien bis 1920) \| \| \| 27,300 \| Opava zastávka \| Opava zastávka \| \| \| \| vlečka Model Obaly \| \| \| \| \| vlečka Ostroj, Bivoj \| \| \| \| \| (Neutrassierung 1933) \| \| \| \| \| von Ostrava-Svinov (vorm. KFNB) \| \| \| \| \| \| \| \| \| \| von Horní Benešov (vorm. KFNB) \| \| \| \| 29,495 \| Opava východ früher Troppau Ostbahnhof \| Opava východ früher Troppau Ostbahnhof \| \| \| \| Opava západ früher Troppau Westbahnhof \| \| \| \| \| nach Olomouc hlavní nádraží (vorm. MSCB) \| \| \| \| \| \| \| \| Quellen: [1][2][3] \| \| \| \| |                                       |                                                         |                                                         |
| Strecke |                                       | von Racibórz                                            | von Racibórz                                            |
| ehemaliger Bahnhof | 0,000                                 | Racibórz Studzienna früher Studzienna                   | Racibórz Studzienna früher Studzienna                   |
| Abzweig ehemals geradeaus und nach rechts |                                       | nach Krnov                                              | nach Krnov                                              |
| Haltepunkt / Haltestelle (Strecke außer Betrieb) | 3,111                                 | Wojnowice früher Woinowitz                              | Wojnowice früher Woinowitz                              |
| Brücke über Wasserlauf (Strecke außer Betrieb) |                                       | Psina                                                   | Psina                                                   |
| Bahnhof (Strecke außer Betrieb) | 6,299                                 | Krzanowice früher Kranowitz                             | Krzanowice früher Kranowitz                             |
| Brücke über Wasserlauf (Strecke außer Betrieb) |                                       | Biała Woda                                              | Biała Woda                                              |
| Haltepunkt / Haltestelle (Strecke außer Betrieb) | 8,337                                 | Krzanowice Południowe früher Kranowitz Süd              | Krzanowice Południowe früher Kranowitz Süd              |
| Grenze (Strecke außer Betrieb) | 10,590                                | Staatsgrenze Polen–Tschechien (seit 1920)               | Staatsgrenze Polen–Tschechien (seit 1920)               |
| | 11,322                                |                                                         |                                                         |
| Bahnhof | 11,525                                | Chuchelná früher Kucheln                                | Chuchelná früher Kucheln                                |
| Haltepunkt / Haltestelle | 15,695                                | Bolatice früher Bolatitz                                | Bolatice früher Bolatitz                                |
| Haltepunkt / Haltestelle | 18,830                                | Štěpánkovice früher Schepankowitz                       | Štěpánkovice früher Schepankowitz                       |
| Abzweig geradeaus und von links |                                       | von Petřkovice                                          | von Petřkovice                                          |
| Abzweig geradeaus und von rechts |                                       | vlečka Gypstrend                                        | vlečka Gypstrend                                        |
| Bahnhof | 21,483                                | Kravaře ve Slezsku früher Deutsch Krawarn               | Kravaře ve Slezsku früher Deutsch Krawarn               |
| Haltepunkt / Haltestelle | 24,450                                | Velké Hoštice früher Groß Hoschütz                      | Velké Hoštice früher Groß Hoschütz                      |
| Haltepunkt / Haltestelle | 26,428                                | Malé Hoštice                                            | Malé Hoštice                                            |
| Brücke über Wasserlauf | 26,78                                 | Opava (Landesgrenze Preußen–Österr. Schlesien bis 1920) | Opava (Landesgrenze Preußen–Österr. Schlesien bis 1920) |
| Haltepunkt / Haltestelle | 27,300                                | Opava zastávka                                          | Opava zastávka                                          |
| Abzweig geradeaus und von links |                                       | vlečka Model Obaly                                      | vlečka Model Obaly                                      |
| Abzweig geradeaus und von rechts |                                       | vlečka Ostroj, Bivoj                                    | vlečka Ostroj, Bivoj                                    |
| Strecke von links · Abzweig ehemals geradeaus und nach rechts |                                       | (Neutrassierung 1933)                                   | (Neutrassierung 1933)                                   |
| Abzweig geradeaus und von links · Kreuzung geradeaus oben (Strecke geradeaus außer Betrieb) |                                       | von Ostrava-Svinov (vorm. KFNB)                         | von Ostrava-Svinov (vorm. KFNB)                         |
| Abzweig geradeaus und von links · Abzweig ehemals geradeaus und von rechts |                                       |                                                         |                                                         |
| Abzweig geradeaus und von links · Kreuzung geradeaus oben |                                       | von Horní Benešov (vorm. KFNB)                          | von Horní Benešov (vorm. KFNB)                          |
| Kopfbahnhof Streckenende · Strecke | 29,495                                | Opava východ früher Troppau Ostbahnhof                  | Opava východ früher Troppau Ostbahnhof                  |
| Bahnhof |                                       | Opava západ früher Troppau Westbahnhof                  | Opava západ früher Troppau Westbahnhof                  |
| Strecke |                                       | nach Olomouc hlavní nádraží (vorm. MSCB)                | nach Olomouc hlavní nádraží (vorm. MSCB)                |
| |                                       |                                                         |                                                         |
| Quellen: |                                       |                                                         |                                                         |

Die Bahnstrecke Racibórz–Opava war eine grenzüberschreitende Eisenbahnverbindung im heutigen Polen und Tschechien. Sie zweigte bei Racibórz (Ratibor) von der Bahnstrecke Racibórz–Krnov ab und führte über Krzanowice (Kranowitz) und Kravaře ve Slezsku (Deutsch Krawarn) nach Opava (Troppau). Der in Polen gelegene Abschnitt bis Krzanowice Południowe ist seit 2003 betrieblich gesperrt, aber nicht abgebaut. In Tschechien ist die Strecke von  Chuchelná (Kuchelna) bis Opava východ weiterhin in Betrieb.

## Geschichte
Die ersten Planungen für eine Eisenbahnverbindung zwischen Ratibor und Troppau stammten von 1878. Karl Max Fürst Lichnowsky finanzierte ab 1891 die Planungen, die schließlich durch den preußischen Staat realisiert wurden. Am 20. Oktober 1895 wurde die Strecke durch die Preußische Staatsbahn als Nebenbahn eröffnet. Ihren Endpunkt hatte die Strecke in Troppau am damaligen Staatsbahnhof (später: Troppau Westbahnhof, heute: Opavá západ). In deutschen Fahrplänen wurde die Betriebsstelle als Troppau Pr. Stb. bezeichnet.

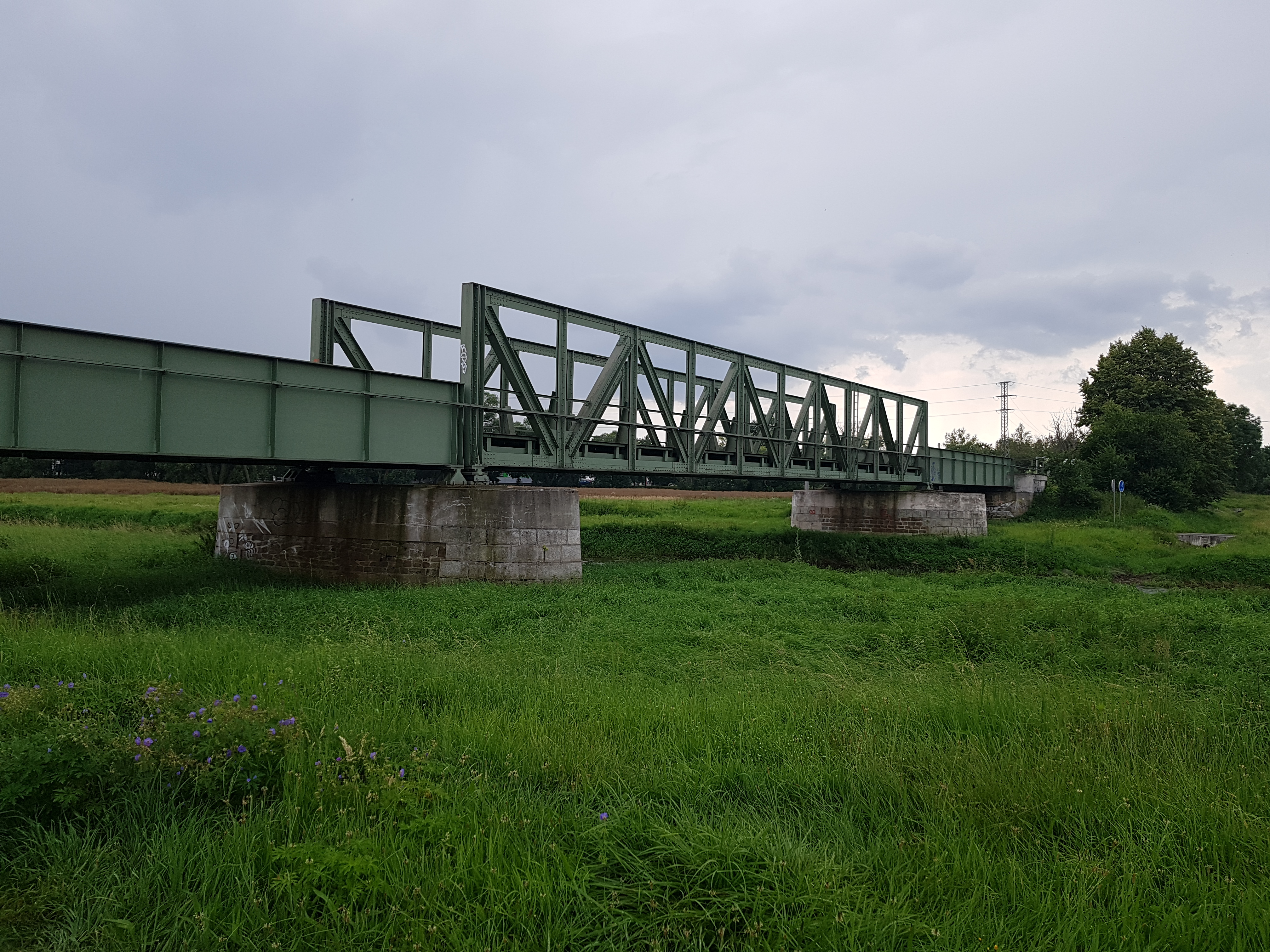
Eisenbahnbrücke über die Oppa bei Malé Hoštice. Bis zum 10. Januar 1920 lag hier die Staatsgrenze zwischen Deutschem Reich und Österreich (bis Oktober 1918) bzw. der Tschechoslowakei (seit Oktober 1918). (2020)

Am 24. Oktober 1919 ereignete sich im Bahnhof Kranowitz ein schwerer Unfall, als ein Personenzug einem wartenden Güterzug in die Flanke fuhr. Mindestens 25 Menschen starben.
Nach dem Zerfall Österreich-Ungarns infolge des Ersten Weltkrieges beanspruchte die neugegründete Tschechoslowakei das sogenannte Hultschiner Ländchen für ihr Staatsgebiet. Der Versailler Vertrag übernahm diese Forderung. Am 10. Januar 1920 ging das Gebiet ohne Volksabstimmung an die Tschechoslowakei über. Die neue Staatsgrenze zwischen Deutschland und der Tschechoslowakei zerschnitt die Strecke fortan am Streckenkilometer 10,59 zwischen Kranowitz und Kuchelna.
Die Strecke blieb zunächst an der neuen Staatsgrenze unterbrochen. Später fuhren die Züge der Deutschen Reichsbahn (DR) von Ratibor bis Chuchelná, wo in die Züge der Tschechoslowakischen Staatsbahnen (ČSD) umgestiegen werden musste. In Troppau banden die ČSD die Strecke später direkt in den Ostbahnhof ein. Diese neue Verbindung ging am 13. Dezember 1933 in Betrieb. Die alte Strecke zum Westbahnhof mit dem Kreuzungsbauwerk über die Bahnstrecke Ostrava-Svinov–Opava východ wurde daraufhin am 13. März 1934 stillgelegt und abgebaut.

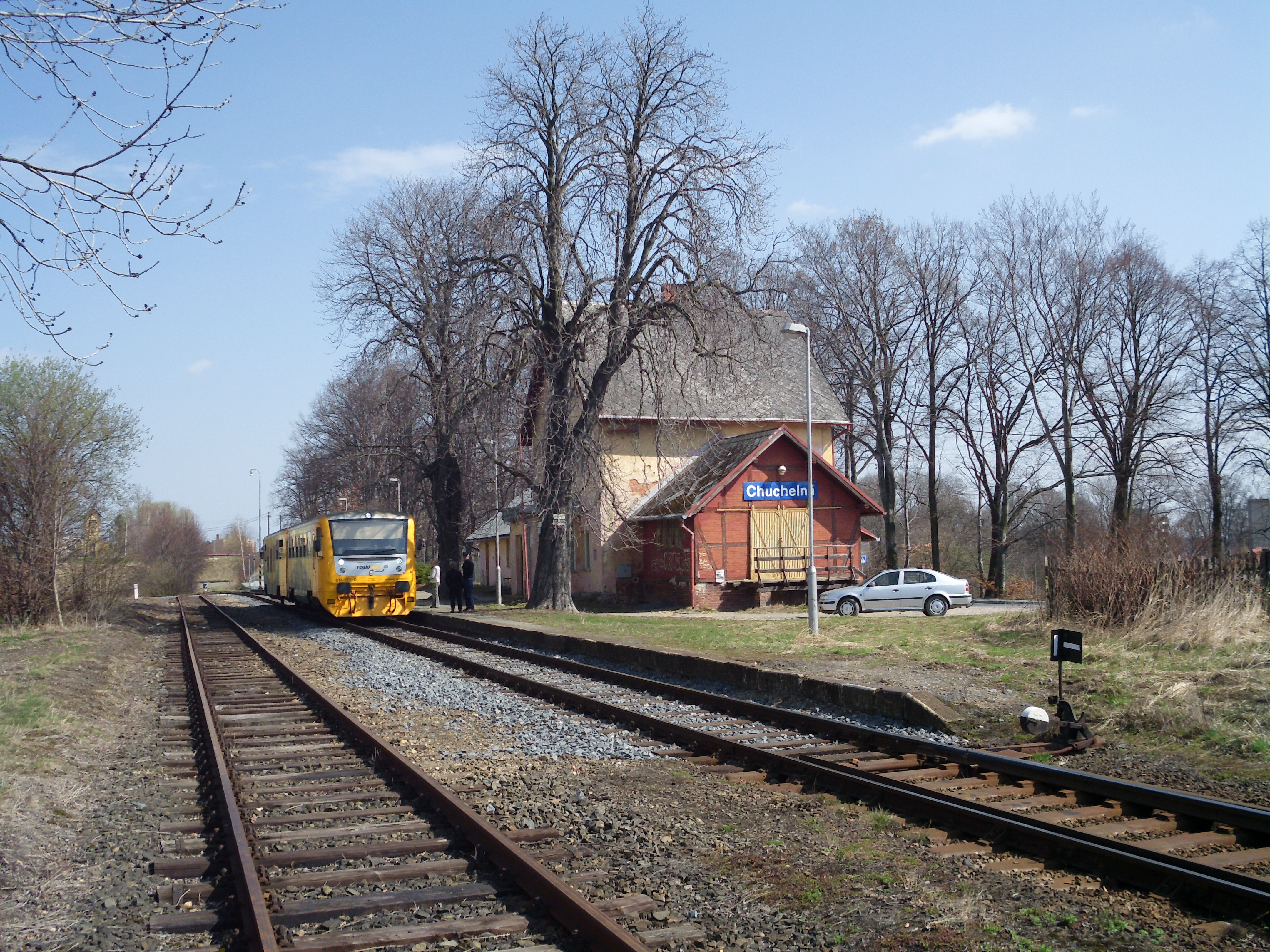
Der Bahnhof Chuchelná war von 1920 bis 1938 tschechoslowakischer Grenzbahnhof. (2012)

Der ab 7. Oktober 1937 gültige Fahrplan der ČSD verzeichnete sechs Personenzugpaare zwischen Chuchelná und Kravaře ve Slezsku, von denen vier von und nach Troppau Ostbahnhof durchgebunden waren. 
Infolge des Münchner Abkommens lag das Hultschiner Ländchen sowie Troppau ab 1. Oktober 1938 auf deutschem Staatsgebiet. Die Deutsche Reichsbahn, Reichsbahndirektion Oppeln führte wieder durchgehende Personenzüge zwischen Ratibor Hbf und Troppau Ost ein. Als Neuerung verkehrten zudem drei Eilzugpaare. Die Personenzüge benötigten für die 33 Kilometer lange Strecke etwa 70 Minuten, was einer durchschnittlichen Reisegeschwindigkeit von etwa 28 km/h entsprach. Die Fahrzeit der Eilzüge betrug bei zwei Zwischenhalten etwa eine Stunde.
Am Ende des Zweiten Weltkrieges war die Strecke im April 1945 von Kampfhandlungen betroffen, die zu einigen Zerstörungen führten. Infolge der Westverschiebung Polens wurde Oberschlesien polnisches Staatsgebiet. Das Hultschiner Ländchen kam dagegen wieder an die Tschechoslowakei zurück. Ein grenzüberschreitender Verkehr wurde nie mehr aufgenommen. Stattdessen verwendete man das Oberbaumaterial des Grenzabschnittes zur Reparatur der Kriegsschäden.

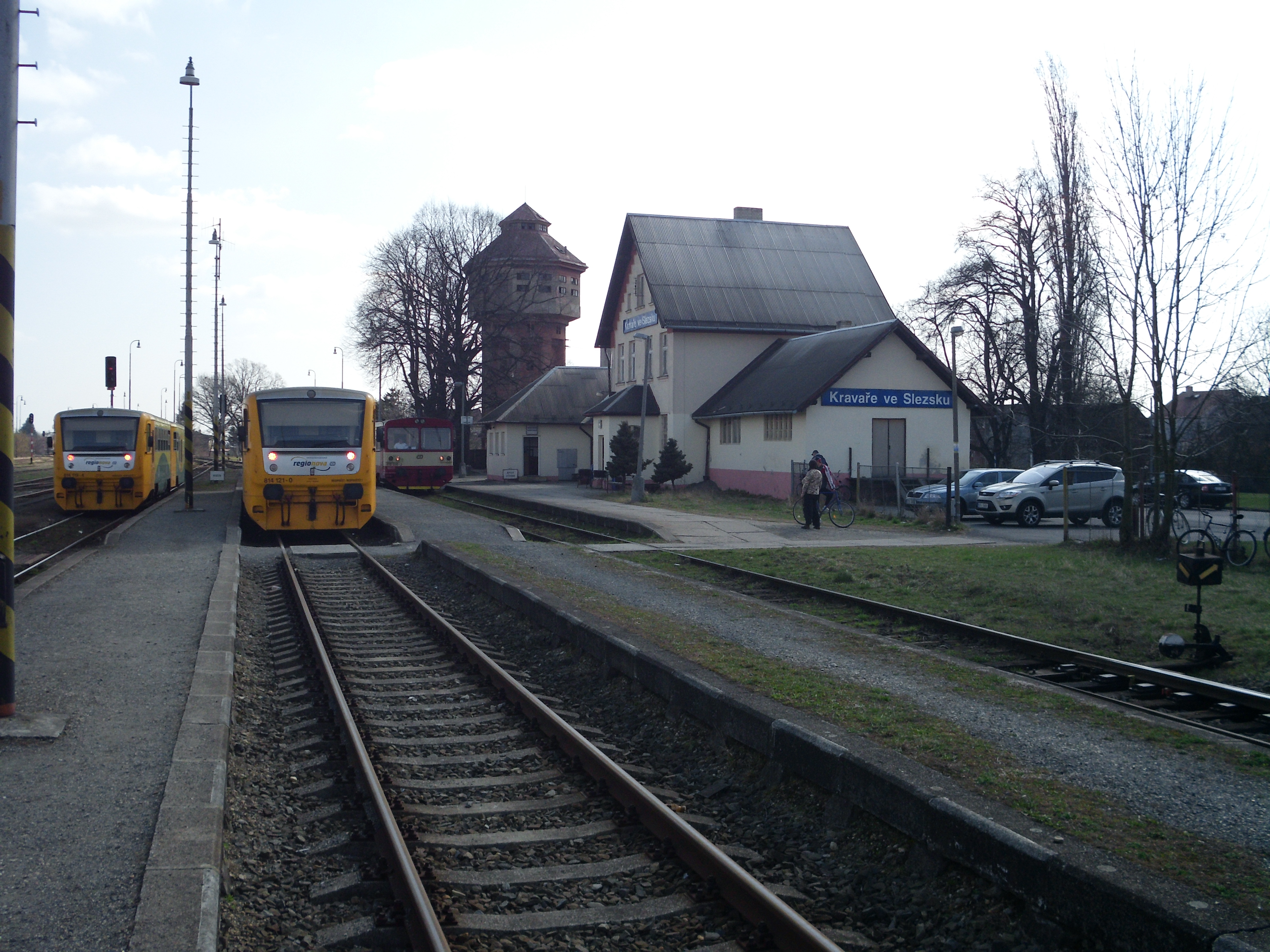
Bahnhof Kravaře ve Slezsku. Die breiten Bahnsteige und der Wasserturm können ihren preußischen Ursprung nicht verleugnen. (2012)

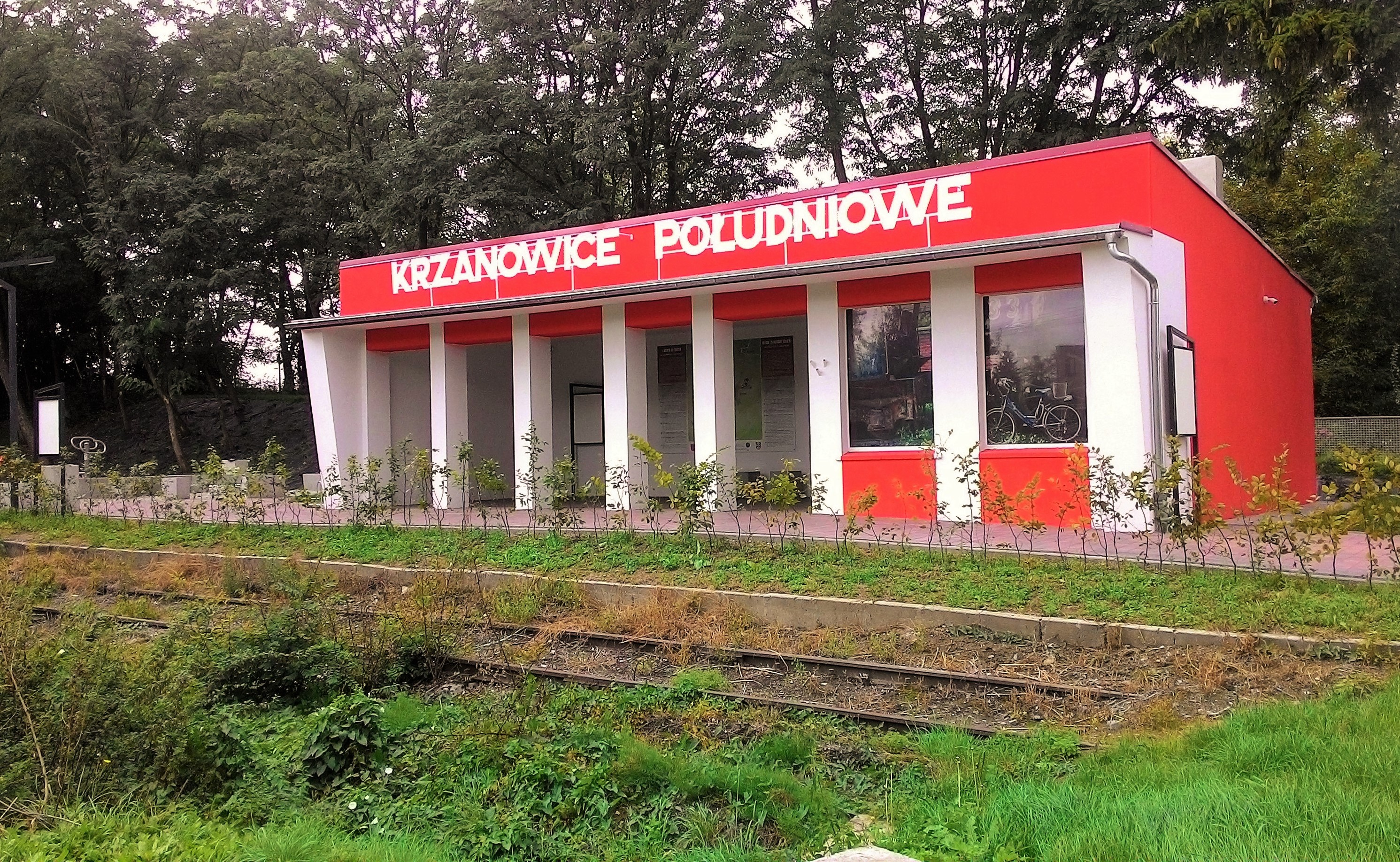
Der Haltepunkt Krzanowice Południowe ist heute Raststätte an einem Radweg. Die Gleise liegen noch. (2017)

Die PKP nahm den Reiseverkehr zwischen Racibórz und Krzanowice Południowe im Sommer 1947 wieder auf. In den 1970er und 1980er Jahren gab es auf dieser Relation bis zu acht Zugpaare täglich. Im Zuge der politischen Umwälzungen in Polen Ende der 1980er Jahre wurde der Zugverkehr rasch reduziert. Im Winter 1992/93 fuhren noch drei Zugpaare bis Krzanowice Południowe, im Sommer 1993 nur noch eines. Am 25. September 1993 wurde der Reiseverkehr eingestellt. Seit 2003 ist die Strecke betrieblich gesperrt.
Die ČSD passten die Personenzugläufe nach dem Krieg an den veränderten Bedarf an. Die Züge von Chuchelná verkehren seitdem nur noch bis Kravaře ve Slezsku, wo Anschluss an die Züge der Relation Hlučín–Opava východ besteht. 
Seit Ende der 1990er Jahre besteht für die Personenzüge ein konsequenter Einstundentakt. Die Züge der Relation Hlučín–Opava východ kreuzen jeweils zur üblichen Symmetrieminute zur vollen Stunde in Kravaře ve Slezsku, wo jeweils der Eckanschluss von und nach Chuchelná realisiert ist. Güterzüge verkehren heute nur noch zwischen Kravaře ve Slezsku und Opava východ. Ein bedeutender Kunde ist dabei das Gips-Bergwerk der Firma Gypstrend in Kobeřice, dessen fast zehn Kilometer lange Schleppbahn im Bahnhof Kravaře ve Slezsku abzweigt.
Beim Hochwasser in Mitteleuropa im September 2024 wurde die Strecke schwer beschädigt. Die Brücke über die Oppa (Opava) wurde zerstört, der auf beiden Seiten anschließende Bahnkörper wurde weggespült. Aufgrund der prognostizierten immer wiederkehrenden Hochwässer wird ein Neubau der Brücke mit deutlich größerem Querschnitt geplant.